# 물상대위
물상대위(物上代位, real subrogation)란 담보물권의 목적물의 가치가 다른 형태로 바뀌는 경우에 담보권자가 이에 대하여 우선변제권을 행사하는 것을 말한다.

## 조문
민법 제370조 및 제342조에 의하면 저당권자는 저당물의 멸실, 훼손 또는 공용징수로 인하여 저당권설정자가 받을 금전 기타 물건에 대하여도 이를 행사할 수 있고, 이 경우에는 그 지급 또는 인도전에 압류하여야 한다고 규정하고 있으며, 담보물권과 보상금에 관하여 공익사업을위한토지등의취득및보상에관한법률 제47조에 의하면 “담보물권의 목적물이 수용 또는 사용된 경우 당해 담보물권은 그 목적물의 수용 또는 사용으로 인하여 채무자가 받을 보상금에 대하여 행사할 수 있다. 다만, 그 지급전에 이를 압류하여야 한다.”라고 규정하고 있다.

## 사례
육군 장교인 문대위는 사관학교 동기 성대위로부터 1억원을 빌렸는데 성대위는 문대위가 돈을 못갚을까 염려되어 문대위 소유의 저수지에 대해 저당권을 설정받아 저당권 등기를 해 두었다. 그런데 문대위의 저수지가 시의 수상공원 건설을 위해 수용되어  문대위는 저수지의 소유권을 잃게 된 경우 성대위는 수용보상금에 대해 물상대위를 할 수 있다.

## 같이 보기
- 대한민국 민법 제370조
- 대한민국 민법 제342조